# 阿比留義顯
阿比留 義顯（あびる よしあき、1956年（昭和31年）9月5日 - ）は、日本の政治家、元海上自衛官。自衛官としての最終階級は1等海佐、定年退官時の最終官職は小月教育航空群小月教育航空隊司令。

## 来歴

### 自衛官
陸上自衛隊少年工科学校第18期、海上自衛隊航空学生第28期。入隊後は主に固定翼哨戒機の戦術航空士として航空隊等へ勤務。第51航空隊調査研究隊長としてXP-1（現在のP-1 (哨戒機)）開発を行った。第205教育航空隊司令として東日本大震災物資輸送指揮を実施。また、YS-11の最終飛行に機長として搭乗し、その後第205教育航空隊は解隊した。小月教育航空隊司令を最後に退官。

### 政治家
2015年（平成27年）に柏市議会議員初当選、以後3期連続当選。